# Seznam systémů pro správu obsahu
Toto je seznam významných systémů pro správu obsahu.
| Systém        | Platforma                 | Databáze                                                            | Licence | Odkaz                                       |
| ------------- | ------------------------- | ------------------------------------------------------------------- | ------- | ------------------------------------------- |
| bitweaver     | PHP                       | ADOdb (MySQL, PostgreSQL, MS SQL, SQLite, Oracle, Firebird, Sybase) | LGPL    | Archivováno 22. 3. 2009 na Wayback Machine. |
| concrete5     | PHP                       | MySQL                                                               | MIT     |                                             |
| DokuWiki      | PHP                       | textové soubory, MySQL, PostgreSQL                                  | GPL     |                                             |
| Drupal        | PHP                       | MySQL, PostgreSQL                                                   | GPL     |                                             |
| e107          | PHP                       | MySQL                                                               | GPL     |                                             |
| eZ Publish    | PHP 4                     | MySQL                                                               | GPL     |                                             |
| Flatpress     | PHP                       | textové soubory                                                     | GPL     |                                             |
| GetSimple     | PHP                       | textové soubory                                                     | GPL     |                                             |
| Grav          | PHP                       | textové soubory, SQLite                                             | MIT     |                                             |
| Jaws Project  | PHP                       | MySQL, PostgreSQL, MS SQL, SQLite                                   | GPL     |                                             |
| Joomla!       | PHP                       | MySQL                                                               | GPL     | 5.2.3 (7 leden 2025),                       |
| Kentico CMS   | ASP.NET                   | Microsoft SQL Server                                                | vlastní |                                             |
| Mambo         | PHP                       | MySQL                                                               | GPL     |                                             |
| Marwel        | PHP                       | MySQL                                                               | vlastní |                                             |
| MEDIA FACTORY | PHP 5, AJAX, Dojo Toolkit | MySQL                                                               | vlastní |                                             |
| MediaWiki     | PHP                       | MySQL, PostgreSQL                                                   | GPL     |                                             |
| MODx          | PHP, AJAX                 | MySQL                                                               | GPL     |                                             |
| moziloCMS     | PHP                       | textové soubory                                                     | GPL     |                                             |
| Nucleus CMS   | PHP                       | MySQL                                                               | GPL     |                                             |
| Nuxeo EP      | Java                      | MySQL, PostgreSQL, Oracle, SQL Server                               | LGPL    |                                             |
| OpenCms       | Java                      | MySQL, Oracle                                                       | LGPL    |                                             |
| PHP-Fusion    | PHP                       | MySQL                                                               | GPL     |                                             |
| PHP-Nuke      | PHP                       | MySQL                                                               | GPL     |                                             |
| phpRS         | PHP                       | MySQL                                                               | GPL     |                                             |
| phpWCMS       | PHP                       | MySQL                                                               | GPL     |                                             |
| phpWebSite    | PHP                       | MySQL, PostgreSQL                                                   | LGPL    |                                             |
| Plone         | Zope, Python              | ZODB, SQLite, PostgreSQL, MySQL, Oracle (přes Zope)                 | GPL     |                                             |
| TikiWiki CMS  | PHP                       | MySQL                                                               | LGPL    |                                             |
| TYPO3         | PHP                       | MySQL, PostgreSQL, Oracle                                           | GPL     |                                             |
| UNITED-NUKE   | PHP                       | MySQL, DB2, PostgreSQL, MS SQL, SQLite                              | GPL     | Archivováno 27. 9. 2007 na Wayback Machine. |
| WordPress     | PHP                       | MySQL                                                               | GPL     |                                             |